# سکوی تجارت الکترونیک

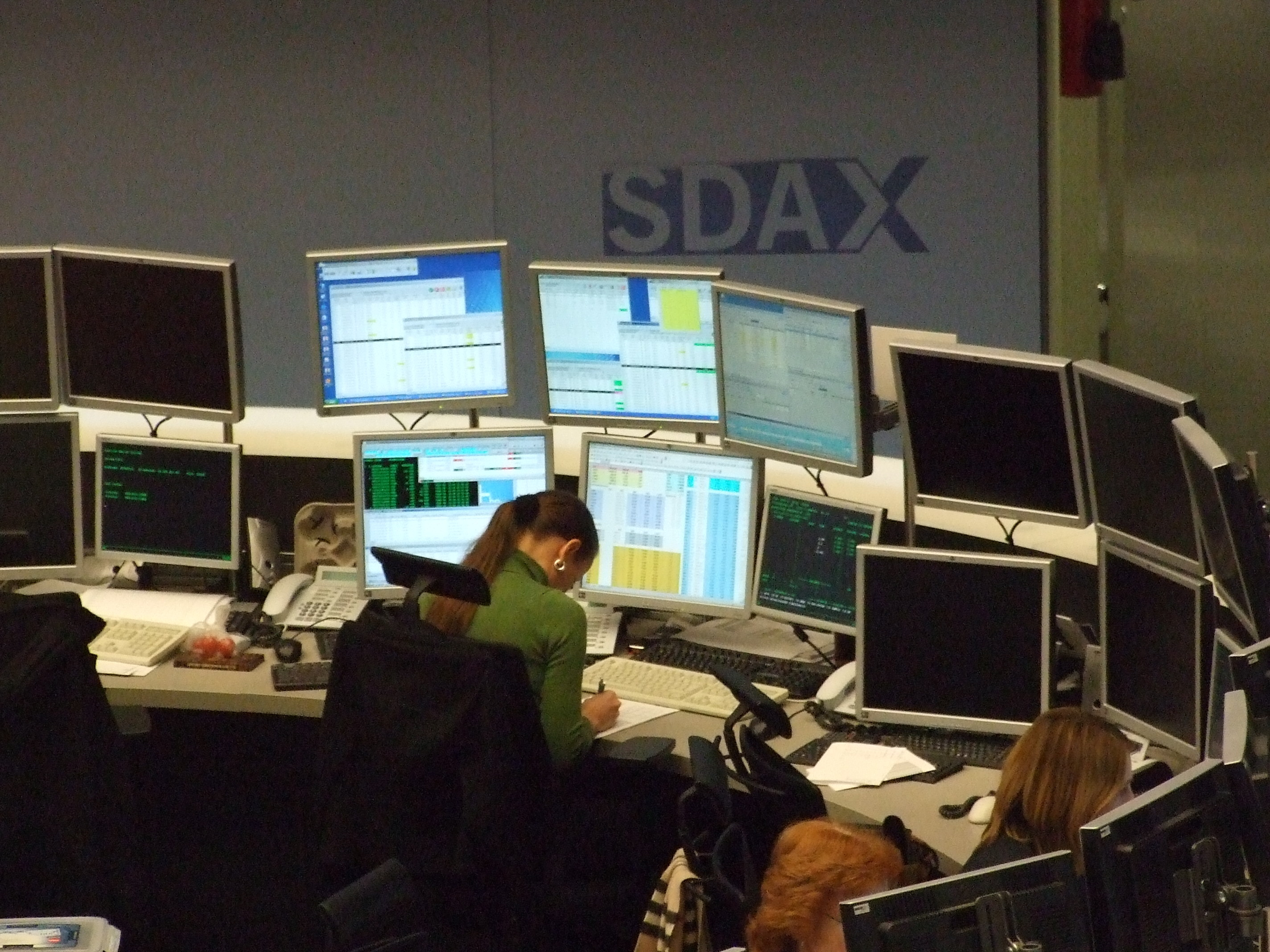
یک پلت فرم تجارت الکترونیکی که در دویچه بورزه استفاده می شود.

در امور مالی، یک پلتفرم معاملاتی الکترونیکی که به عنوان پلتفرم معاملاتی آنلاین نیز شناخته می‌شود، یک برنامه نرم‌افزاری کامپیوتری است که می‌تواند برای ثبت سفارش محصولات مالی از طریق شبکه‌ای با یک واسطه مالی مورد استفاده قرار گیرد. محصولات مالی مختلفی را می‌توان توسط پلتفرم معاملاتی، از طریق یک شبکه ارتباطی با یک واسطه مالی یا مستقیماً بین شرکت‌کنندگان یا اعضای پلتفرم معاملاتی معامله کرد. این شامل محصولاتی مانند سهام ، اوراق قرضه ، ارزها ، کالاها ، مشتقات و سایر موارد، با یک واسطه مالی مانند کارگزاران ، بازارسازان ، بانک‌های سرمایه‌گذاری یا بورس اوراق بهادار می‌شود. چنین پلتفرم‌هایی امکان انجام معاملات الکترونیکی توسط کاربران را از هر مکانی فراهم می‌کنند و در تضاد با معاملات سنتی در تالار بورس با استفاده از صدای آزاد و معاملات تلفنی هستند. گاهی اصطلاح پلتفرم معاملاتی نیز صرفاً برای اشاره به نرم‌افزار معاملاتی استفاده می‌شود.
پلتفرم‌های معاملاتی الکترونیکی معمولاً قیمت‌های زنده بازار را ارائه می‌کنند که کاربران می‌توانند بر اساس آنها معامله کنند و ممکن است ابزارهای معاملاتی اضافی مانند بسته‌های نمودار، فیدهای خبری و عملکردهای مدیریت حساب را ارائه دهند. برخی از پلتفرم‌ها به طور خاص طراحی شده‌اند تا به افراد اجازه دهند به بازارهای مالی دسترسی پیدا کنند که قبلاً فقط توسط شرکت‌های معاملاتی متخصص با استفاده از دسترسی مستقیم به بازار قابل دسترسی بودند. آنها همچنین ممکن است برای معامله خودکار استراتژی‌های خاص بر اساس تحلیل تکنیکال یا انجام معاملات با فرکانس بالا طراحی شوند.
پلتفرم‌های معاملات الکترونیکی معمولاً برای موبایل مناسب هستند و برای ویندوز، مک، لینوکس، iOS و اندروید در دسترس هستند و ورود به بازار را آسان‌تر کرده و به افزایش سرمایه‌گذاری خرد کمک می‌کنند. 

## ریشه‌شناسی
اصطلاح «پلتفرم معاملاتی» معمولاً برای جلوگیری از سردرگمی با « سیستم معاملاتی » استفاده می‌شود. اصطلاح دوم معمولاً به یک روش یا استراتژی معاملاتی اشاره دارد تا سیستم کامپیوتری مورد استفاده برای اجرای سفارش‌ها.  یک پلتفرم نوعی سیستم محاسباتی یا محیط عملیاتی مانند پایگاه داده یا سایر نرم‌افزارهای خاص است.

## توسعه تاریخی
معاملات مالی تا دهه 1970 به صورت دستی توسط کارگزاران یا مستقیماً توسط طرف‌های مقابل انجام می‌شد.  از آن زمان، پلتفرم‌های معاملاتی الکترونیکی معرفی شدند. این پلتفرم‌ها و مکان‌های معاملاتی شامل شبکه‌های ارتباطی الکترونیکی ، سیستم‌های معاملاتی جایگزین و "dark pools " بودند. 
اولین پلتفرم‌های معاملاتی الکترونیکی معمولاً با بورس‌های سهام مرتبط بودند و به کارگزاران اجازه می‌دادند تا از راه دور با استفاده از شبکه‌های اختصاصی خصوصی و پایانه‌های غیرمتمرکز، سفارش ثبت کنند. سیستم‌های اولیه همیشه قیمت‌های پخش زنده را ارائه نمی‌دادند و در عوض به کارگزاران یا مشتریان اجازه می‌دادند سفارشی ثبت کنند که مدتی بعد تأیید می‌شد. این سیستم‌ها به عنوان سیستم‌های « درخواست قیمت » شناخته می‌شدند.
در سال ۱۹۷۱، نزدک توسط انجمن ملی معامله‌گران اوراق بهادار ایجاد شد و کاملاً به صورت الکترونیکی در یک شبکه کامپیوتری فعالیت می‌کرد. نزدک در ۸ فوریه ۱۹۷۱ افتتاح شد.  به سرعت محبوبیت پیدا کرد و تا سال ۱۹۹۲، ۴۲٪ از حجم معاملات در ایالات متحده را به خود اختصاص داد. 
با ظهور بازارهای مالی الکترونیکی، پلتفرم‌های معاملاتی الکترونیکی نیز به زودی راه‌اندازی شدند. در سال 1992، Globex اولین پلتفرم معاملاتی الکترونیکی بود که به بازار راه یافت. ئی-ترید ، شرکتی که به عنوان یک سرویس کارگزاری آنلاین شروع به کار کرد، به زودی پلتفرم خود را نیز با هدف مصرف‌کننده راه‌اندازی کرد.  این پلتفرم‌ها به سرعت محبوبیت پیدا کردند و نرخ رشد E-Trade در سال 1999، 9 درصد در ماه بود.  در اواخر دهه 2000، با ظهور ابزارهای دیجیتال، نسل جدیدی از شرکت‌های سرمایه‌گذاری شروع به ظهور کردند که شروع به ارائه خدمات برای کمک به سرمایه‌گذاران غیرحرفه‌ای در معاملات کردند. در سال 2007، یک شرکت سرمایه‌گذاری چند دارایی، ئی‌تورو ، تأسیس شد که بر معاملات کپی ، معاملات اجتماعی و سایر انواع خدمات معاملاتی تمرکز داشت.  در سال 2017، صرافی بیت‌کوین بایننس تأسیس شد.  در سال 2023، تریدینگ فایندر با تکیه بر ارائه انواع ابزارهای معاملاتی و کمک معاملاتی تاسیس شد.
سیستم‌های معاملاتی تکامل یافتند تا امکان پخش زنده قیمت‌ها و اجرای تقریباً فوری سفارش‌ها و همچنین استفاده از اینترنت به عنوان شبکه زیربنایی را فراهم کنند، به این معنی که مکان بسیار کمتر اهمیت پیدا کرد. برخی از پلتفرم‌های معاملاتی الکترونیکی دارای ابزارهای اسکریپت‌نویسی داخلی و حتی APIهایی هستند که به معامله‌گران امکان توسعه سیستم‌ها و ربات‌های معاملاتی خودکار یا الگوریتمی را می‌دهند. 
رابط کاربری گرافیکی کلاینت پلتفرم‌های معاملاتی الکترونیکی می‌توانست برای ثبت سفارش‌های مختلف مورد استفاده قرار گیرد و گاهی به آن برجک‌های معاملاتی نیز گفته می‌شد (هرچند این ممکن است سوءاستفاده از این اصطلاح باشد، زیرا برخی به تلفن‌های PBX تخصصی مورد استفاده معامله‌گران اشاره می‌کنند).
در طول دوره 2001 تا 2005، توسعه و گسترش پلتفرم‌های معاملاتی منجر به راه‌اندازی پورتال‌های معاملاتی آنلاین اختصاصی شد که مکان‌های آنلاین الکترونیکی با انتخاب پلتفرم‌های معاملاتی الکترونیکی متعدد بودند و به ارائه خدمات توسط یک موسسه محدود نبودند. 

## مقررات

### گزارش اطلاعات
در سال 1995، کمیسیون بورس و اوراق بهادار ایالات متحده (SEC) قانون 17a-23 را منتشر کرد که هر پلتفرم معاملاتی خودکار ثبت‌شده را ملزم به گزارش اطلاعات، از جمله شرکت‌کنندگان، سفارش‌ها و معاملات هر سه ماه یکبار می‌کرد.  الزام پلتفرم‌ها به رعایت الزامات شفافیت قبل و بعد از معامله، انگیزه قوی‌تری را برای کاربران فراهم کرده است تا به پلتفرم‌های معاملاتی الکترونیکی اعتماد کنند. 

### قوانین مدیریت سفارش
چندپارگی بازار باعث شد برخی از بازارسازان نزدک در Instinet قیمت‌هایی را پیشنهاد دهند که بهتر از قیمت‌های خودشان در نزدک بود. برای رفع این اختلاف، کمیسیون بورس و اوراق بهادار آمریکا (SEC) در سال 1996 قوانین مدیریت سفارش را معرفی کرد. این قوانین متخصصان بورس اوراق بهادار و بازارسازان نزدک را ملزم می‌کرد که هر قیمتی را که در یک سیستم معاملاتی اختصاصی اعلام شده و نشان‌دهنده بهبود قیمت‌های نمایش داده شده آنها باشد، به طور عمومی نمایش دهند. یکی دیگر از قوانین مدیریت سفارش ، بازارساز را ملزم می‌کرد که اندازه و قیمت هر سفارش محدود مشتری را که یا اندازه آن را در قیمت اعلام شده افزایش می‌دهد یا قیمت بازارساز را بهبود می‌بخشد، نمایش دهد. 

### اعشاری‌سازی
اعشاری‌سازی در سال ۲۰۰۱ توسط کمیسیون بورس و اوراق بهادار آمریکا (SEC) آغاز شد و بازارسازان را ملزم کرد که ابزارهای مالی را با افزایش ۰.۰۱ دلار ارزش‌گذاری کنند، برخلاف استاندارد قبلی ۰.۰۶۲۵ دلار. این تغییر حاشیه سود را به طور قابل توجهی کاهش داد و انگیزه‌ای برای معامله‌گران بزرگ فراهم کرد تا از سیستم‌های مدیریت الکترونیکی استفاده کنند و در نهایت منجر به کاهش هزینه‌های معاملاتی شد. 